# Abdul Ahad Karzai
Abdul Ahad Karzai var en afghansk politiker och parlamentsledamot under kung Zahir Shahs välde (1933-1973). 
Ahad Karzai tillhörde den abdaliska popalzaiklanen.
Han sköts till döds vid 77 års ålder utanför en moské i Quetta i Pakistan den 14 juli 1999 av två okända män på en motorcykel. Posten som klanens överhuvud övertogs av sonen Hamid Karzai, som anklagade talibanerna för mordet på fadern
.